# Agrilus palmerleei
Agrilus palmerleei är en skalbaggsart som beskrevs av Knull 1944. Agrilus palmerleei ingår i släktet Agrilus och familjen praktbaggar. Inga underarter finns listade i Catalogue of Life.